# Ryūe Nishizawa
Ryūe Nishizawa (jap. 西沢 立衛 Nishizawa Ryūe; ur. 1966, w prefekturze Kanagawa, Japonia) – japoński architekt, laureat Nagrody Pritzkera.

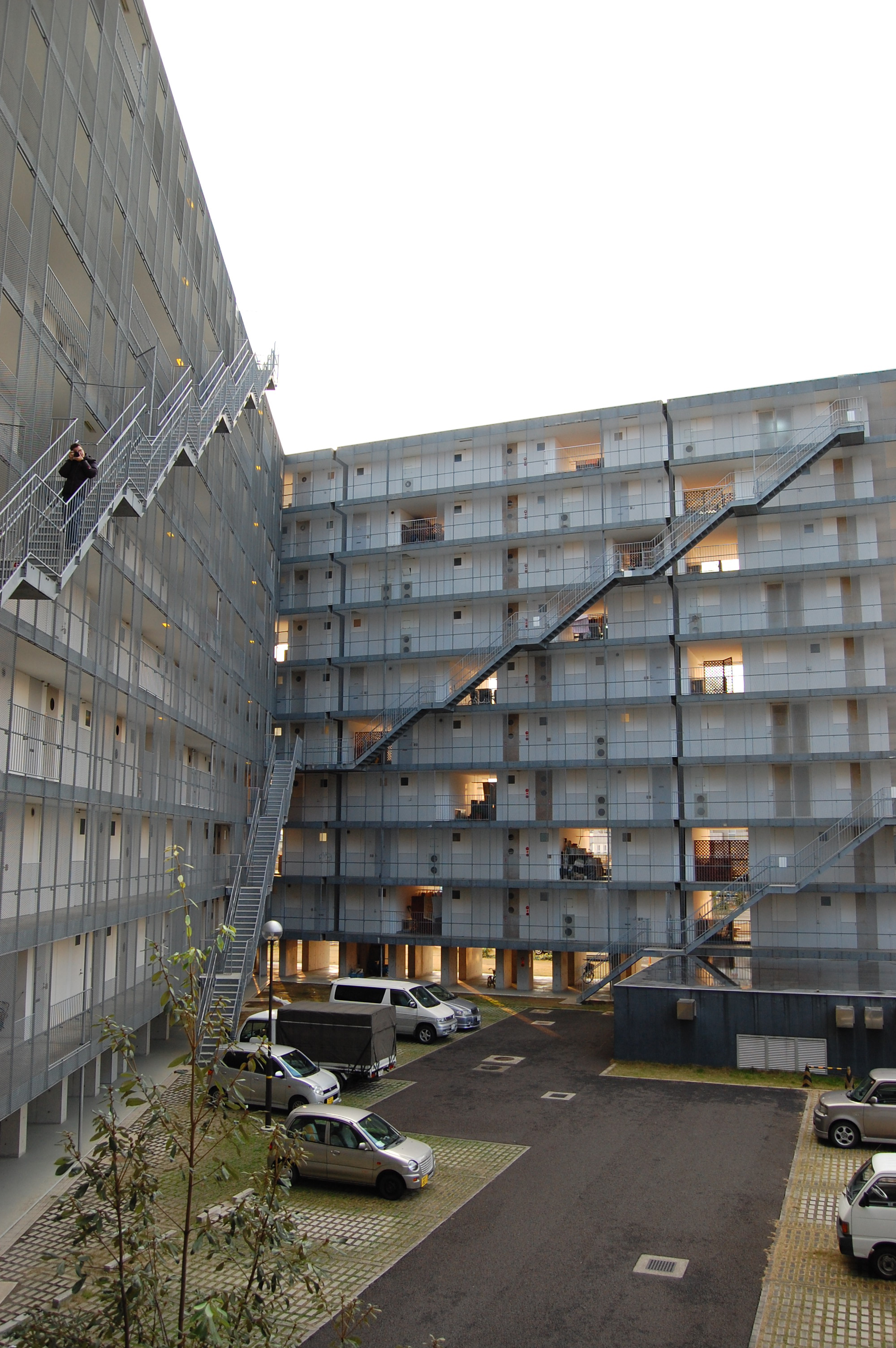
Budynek mieszkalny Kitagata według projektu SANAA

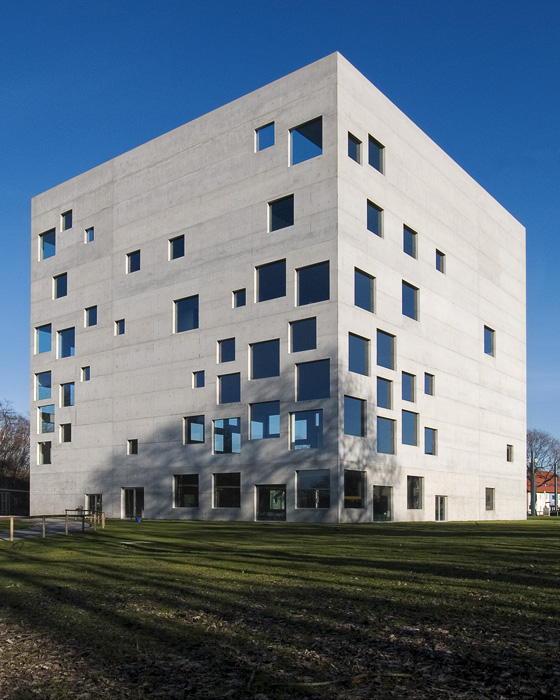
Szkoła Zarządzania i Projektowania Zollverein (Essen, Niemcy) projektu SANAA

Nishizawa mieszka w Tokio. Jest absolwentem Yokohama National University, dyrektorem własnej firmy założonej w 1997 roku. W 1995 roku został współzałożycielem firmy SANAA (Sejima and Nishizawa and Associates) z architektką Kazuyo Sejima. W 2010 roku został nagrodzony Nagrodą Pritzkera, razem z Kazuyo Sejima.

## Projekty
- Studio Multimedialne – (1995–1996) Gifu, Japonia
- N Muzeum (1995–1997) Wakayama, Japonia
- O Muzeum (1995–1999) Nagano, Japonia
- S House (1995–1996) Okayama, Japonia
- M House (1996–1997) Tokio, Japonia
- K Office Building (1996–1997) Ibaraki, Japonia
- Koga Park Café (1997–1998) Ibaraki, Japonia
- Centrum Welfare (1997) Kanagawa, Japonia
- Muzeum Sztuki Współczesnej (niezrealizowany) (1997–1999) Sydney, Australia
- Kampus Illinois Institute of Technology (niezrealizowany) – 1998 – Chicago, Illinois
- Muzeum Sztuki Współczesnej XXI wieku, Kanazawa (1999–2004) Ishikawa, Japonia
- Prada Beauty Store (2000) Arezzo, Włochy
- Instalacja Japońskiego Pawilonu na Biennale w Wenecji (2000) Wenecja, Włochy
- Sklep Dior Omotesando (2001–2003) Tokio, Japonia
- Szklany Pawilon w Toledo Museum of Art (2001–2006) Toledo, Ohio
- Nowe Muzeum Mercedes Benz (niezrealizowany) (2002) Stuttgart, Niemcy
- Extension to the Rietberg Museum (niezrealizowany) (2002) Zurych, Szwajcaria
- Sklep Issey Miyake Naoki Takizawy (2003) Tokio, Japonia
- Szkoła Projektowania Zollverein (2003–2006) Essen, Niemcy
- Terminal Promowy Naoshima (2003–2006) Kagawa, Japonia
- Nowe Muzeum Sztuki Współczesnej Nowego Jorku (2003–2007) Nowy Jork
- Biurowiec Novartis (2003) Bazylea, Szwajcaria
- Dom CIPEA (China International Practical Exhibition of Architecture) (2004) Nankin, Chiny
- Pawilon Serpentine Gallery (2009) Londyn, Wielka Brytania
- Centrum Edukacyjne Rolex na the École Polytechnique Fédérale de Lausanne – (2004–2010) – Lozanna, Szwajcaria

## Nagrody
- 2004 Złoty Lew, 9 International Architecture Exhibition, Biennale w Wenecji,
- 2005 46 Mainichi Shinbun Arts Award (Kategoria Architektura),
- 2005 Nagroda Schocka za sztuki wizualne,
- 2010 Sejima i Nishizawa Nagroda Pritzkera

## Wystawy
- 2000 Wystawa „City of Girls” w Pawilonie Japońskim na Biennale w Wenecji;
- The Garden Cafe 7. Międzynarodowe Biennale w Stambule, Turcja;
- Zumtobel Staff-Lichtforum, Wiedeń, Austria;
- Instytut Valencia d'Art Modern, Walencja, Hiszpania;
- Zeche Zollverein, Essen, Niemcy;
- Galleria MA, Tokio, Japonia;
- N-museum, Wakayama, Japonia
- Nowe Muzeum Sztuki Współczesnej, Nowy Jork.